# Крістіан Бжозовський
Крістіан Бржозовський (пол. Krystian Brzozowski; нар. 20 лютого 1982, Намислув, Опольське воєводство) — польський борець вільного стилю, дворазовий броновий призер чемпіонатів Європи, учасник двох Олімпійських ігор.

## Біографія
Боротьбою почав займатися з 1992 року. Виступає за клуб LKS Orzel з Намислува. Тренери Кржиштоф Павляк і Юсуп Абдусаламов.

## Спортивні результати на міжнародних змаганнях

### Виступи на Олімпіадах
| Змагання                                   | Збірна | Вагова категорія          | Місце |
| ------------------------------------------ | ------ | ------------------------- | ----- |
| Боротьба на літніх Олімпійських іграх 2004 | Польща | вільна боротьба, до 74 кг | 4     |
| Боротьба на літніх Олімпійських іграх 2008 | Польща | вільна боротьба, до 74 кг | 15    |

### Виступи на Чемпіонатах світу
| Змагання                        | Збірна | Вагова категорія          | Місце |
| ------------------------------- | ------ | ------------------------- | ----- |
| Чемпіонат світу з боротьби 2002 | Польща | вільна боротьба, до 74 кг | 17    |
| Чемпіонат світу з боротьби 2005 | Польща | вільна боротьба, до 74 кг | 11    |
| Чемпіонат світу з боротьби 2006 | Польща | вільна боротьба, до 74 кг | 9     |
| Чемпіонат світу з боротьби 2007 | Польща | вільна боротьба, до 74 кг | 13    |
| Чемпіонат світу з боротьби 2009 | Польща | вільна боротьба, до 74 кг | 18    |
| Чемпіонат світу з боротьби 2010 | Польща | вільна боротьба, до 74 кг | 5     |
| Чемпіонат світу з боротьби 2011 | Польща | вільна боротьба, до 74 кг | 12    |
| Чемпіонат світу з боротьби 2013 | Польща | вільна боротьба, до 74 кг | 23    |
| Чемпіонат світу з боротьби 2014 | Польща | вільна боротьба, до 74 кг | 9     |
| Чемпіонат світу з боротьби 2015 | Польща | вільна боротьба, до 74 кг | 11    |

### Виступи на Чемпіонатах Європи
| Змагання                         | Збірна | Вагова категорія          | Місце  |
| -------------------------------- | ------ | ------------------------- | ------ |
| Чемпіонат Європи з боротьби 2003 | Польща | вільна боротьба, до 74 кг | 5      |
| Чемпіонат Європи з боротьби 2004 | Польща | вільна боротьба, до 74 кг | 4      |
| Чемпіонат Європи з боротьби 2006 | Польща | вільна боротьба, до 74 кг | Бронза |
| Чемпіонат Європи з боротьби 2007 | Польща | вільна боротьба, до 74 кг | 7      |
| Чемпіонат Європи з боротьби 2008 | Польща | вільна боротьба, до 74 кг | 5      |
| Чемпіонат Європи з боротьби 2009 | Польща | вільна боротьба, до 74 кг | 19     |
| Чемпіонат Європи з боротьби 2014 | Польща | вільна боротьба, до 74 кг | Бронза |

### Виступи на Європейських іграх
| Змагання              | Збірна | Вагова категорія          | Місце |
| --------------------- | ------ | ------------------------- | ----- |
| Європейські ігри 2015 | Польща | вільна боротьба, до 74 кг | 8     |

### Виступи на інших змаганнях
| Змагання                                                         | Збірна | Вагова категорія          | Місце  |
| ---------------------------------------------------------------- | ------ | ------------------------- | ------ |
| Олімпійський кваліфікаційний турнір з боротьби 2004 (Братислава) | Польща | вільна боротьба, до 74 кг | 5      |
| Гран-прі Німеччини з боротьби 2004                               | Польща | вільна боротьба, до 74 кг | Золото |
| Гран-прі Німеччини з боротьби 2005                               | Польща | вільна боротьба, до 74 кг | Золото |
| Чемпіонат світу з боротьби серед студентів 2005                  | Польща | вільна боротьба, до 74 кг | Срібло |
| Гран-прі Німеччини з боротьби 2007                               | Польща | вільна боротьба, до 74 кг | Бронза |
| Олімпійський кваліфікаційний турнір з боротьби 2008 (Мартіні)    | Польща | вільна боротьба, до 74 кг | Бронза |
| Гран-прі Німеччини з боротьби 2008                               | Польща | вільна боротьба, до 74 кг | Золото |
| Турнір Дана Колова — Николи Петрова 2009                         | Польща | вільна боротьба, до 74 кг | Срібло |
| Гран-прі Німеччини з боротьби 2009                               | Польща | вільна боротьба, до 74 кг | 10     |
| Гран-прі Німеччини з боротьби 2010                               | Польща | вільна боротьба, до 74 кг | Бронза |
| Чемпіонат світу з боротьби серед військовослужбовців 2010        | Польща | вільна боротьба, до 74 кг | Золото |
| Турнір Алі Алієва 2011                                           | Польща | вільна боротьба, до 74 кг | 15     |
| Меморіал Вацлава Циолковського 2011                              | Польща | вільна боротьба, до 74 кг | 8      |
| Турнір Яшара Догу 2012                                           | Польща | вільна боротьба, до 74 кг | 24     |
| Олімпійський кваліфікаційний турнір з боротьби 2012 (Тайюань)    | Польща | вільна боротьба, до 74 кг | 11     |
| Олімпійський кваліфікаційний турнір з боротьби 2012 (Гельсінкі)  | Польща | вільна боротьба, до 74 кг | 21     |
| Меморіал Іона Корнеану 2013                                      | Польща | вільна боротьба, до 74 кг | Бронза |
| Меморіал Вацлава Циолковського 2013                              | Польща | вільна боротьба, до 74 кг | Бронза |
| Інтерконтинентальний кубок з боротьби 2013                       | Польща | вільна боротьба, до 74 кг | 5      |
| Золотий Гран-прі з боротьби 2014 (Париж)                         | Польща | вільна боротьба, до 74 кг | Бронза |
| Турнір Дана Колова — Николи Петрова 2014                         | Польща | вільна боротьба, до 74 кг | Срібло |
| Турнір Алі Алієва 2014                                           | Польща | вільна боротьба, до 74 кг | 11     |
| Меморіал Вацлава Циолковського 2014                              | Польща | вільна боротьба, до 74 кг | Бронза |
| Чемпіонат світу з боротьби серед військовослужбовців 2014        | Польща | вільна боротьба, до 74 кг | Бронза |
| Гран-прі Парижа з боротьби 2015                                  | Польща | вільна боротьба, до 74 кг | 5      |
| Кубок Гранми з боротьби 2015                                     | Польща | вільна боротьба, до 74 кг | Золото |
| Меморіал Вацлава Циолковського 2015                              | Польща | вільна боротьба, до 74 кг | 10     |
| Всесвітні ігри військовослужбовців 2015                          | Польща | вільна боротьба, до 74 кг | 5      |
| Кубок Алроси 2015                                                | Польща | вільна боротьба, до 74 кг | 6      |
| Турнір Дана Колова — Николи Петрова 2016                         | Польща | вільна боротьба, до 74 кг | Срібло |
| Олімпійський кваліфікаційний турнір з боротьби 2016 (Зренянин)   | Польща | вільна боротьба, до 74 кг | 10     |
| Олімпійський кваліфікаційний турнір з боротьби 2016 (Стамбул)    | Польща | вільна боротьба, до 74 кг | Бронза |
| Чемпіонат світу з боротьби серед військовослужбовців 2016        | Польща | вільна боротьба, до 74 кг | 7      |

### Виступи на змаганнях молодших вікових груп
| Змагання                                       | Збірна | Вагова категорія          | Місце  |
| ---------------------------------------------- | ------ | ------------------------- | ------ |
| Чемпіонат Європи з боротьби серед юніорів 2000 | Польща | вільна боротьба, до 69 кг | 4      |
| Чемпіонат світу з боротьби серед юніорів 2000  | Польща | вільна боротьба, до 69 кг | 17     |
| Чемпіонат світу з боротьби серед юніорів 2001  | Польща | вільна боротьба, до 69 кг | 10     |
| Чемпіонат Європи з боротьби серед юніорів 2002 | Польща | вільна боротьба, до 76 кг | Срібло |
| Чемпіонат світу з боротьби серед кадетів 1996  | Польща | вільна боротьба, до 40 кг | 8      |
| Чемпіонат світу з боротьби серед кадетів 1997  | Польща | вільна боротьба, до 42 кг | Золото |
| Чемпіонат світу з боротьби серед кадетів 1998  | Польща | вільна боротьба, до 45 кг | Срібло |
| Чемпіонат світу з боротьби серед кадетів 1999  | Польща | вільна боротьба, до 58 кг | 13     |